# Queen's Club Championships
Queen's Club Championships (також cinch Championships за назвою спонсора) — міжнародний щорічний чоловічий професійний тенісний турнір, який проводиться в на відкритих трав'яних кортах з 1881 року, є частиною  туру ATP 500. Турнір відбувається у червні, тиждень після Ролан Гарросу і закінчується за тиждень перед Вімблдоном. До 1973 року розігрувався також жіночий турнір.
Рекордсменом за числом перемог в одиночному розряді є Енді Маррей, який виграв 5 турнрів з 2009 до 2016 року.

## Фінали

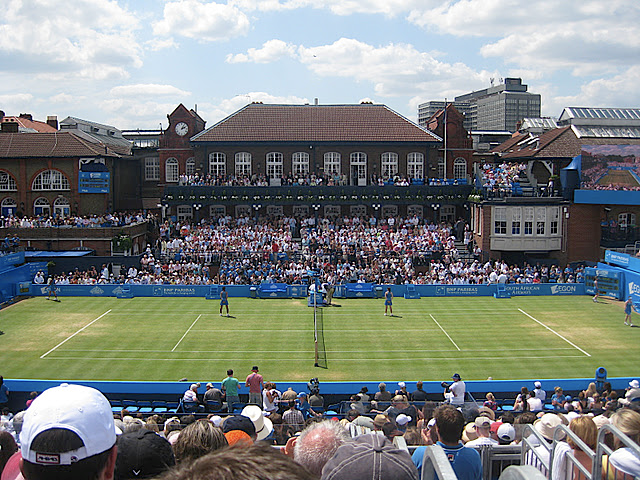
Центральний корт, 2010 рік

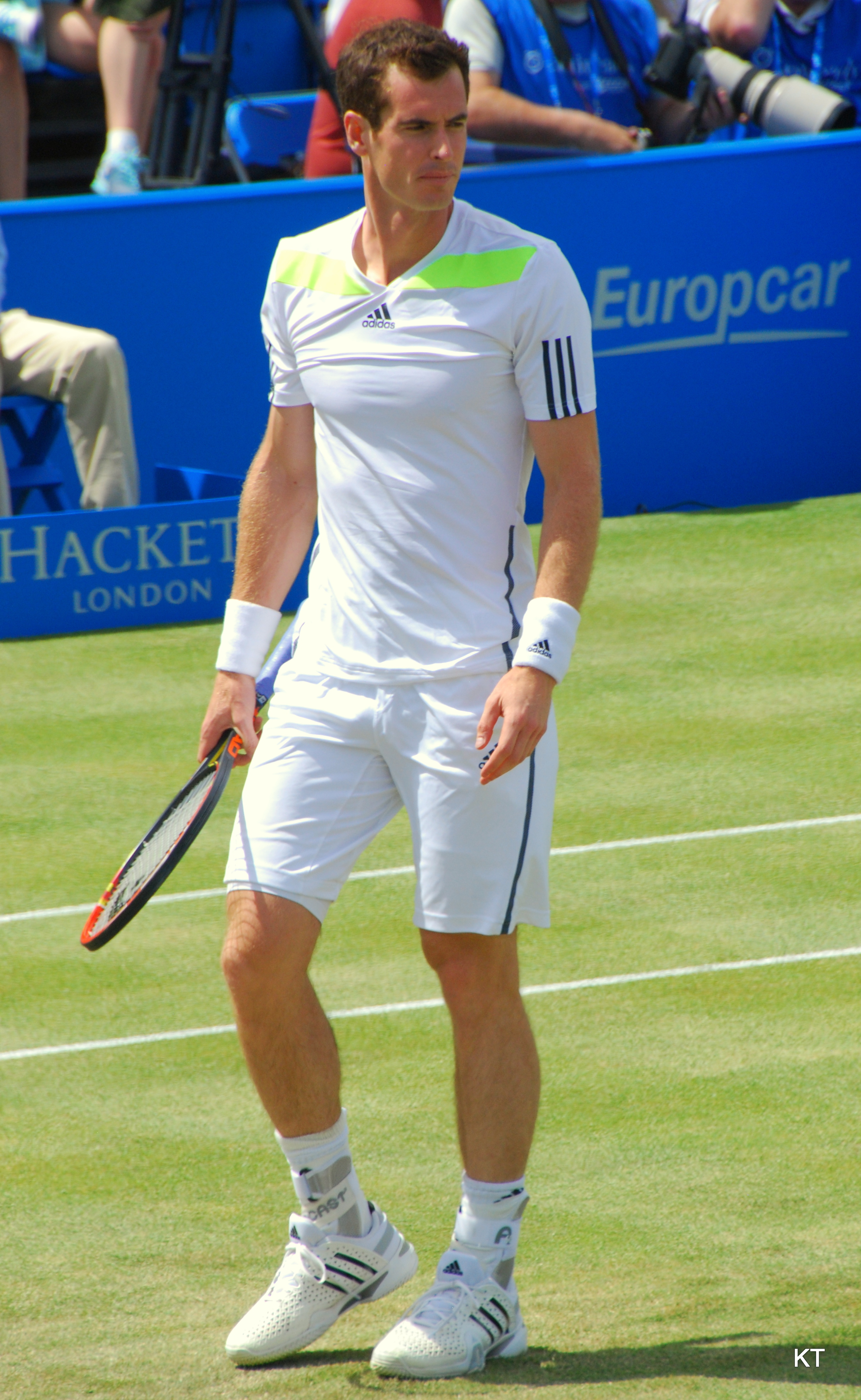
Енді Маррей, переможець п'яти одиночних турнірів

### Чоловіки, одиночний розряд
| Рік                    | Чемпіон                             | Фіналіст                            | Рахунок                             |
| ---------------------- | ----------------------------------- | ----------------------------------- | ----------------------------------- |
| 1881                   | Frederick. L. Rawson                | George S. Murray-Hill               | 6–1, 4–6, 6–2, 6–3                  |
| 1882                   | Герберт Лоуфорд                     | Отвей Вудгаус                       | 6–1, 4–6, 6–2, 6–3                  |
| 1883                   | Герберт Лоуфорд                     | Edward Lake Williams                | 6–2, 6–1, 6–0                       |
| 1884                   | Герберт Лоуфорд                     | Frederick A. Bowlby                 | 6–3, 6–1, 3–6, 6–2                  |
| 1885                   | Charles H. A. Ross                  | Ернес Льюїс                         | 3–6, 8–6, 1–6, 6–2, 6–3             |
| 1886                   | Ернес Льюїс                         | Гаррі Ґроув                         | 6–4, 10–8, 6–4                      |
| 1887                   | Ернес Льюїс                         | Гаррі С. Барлов                     | 6–2, 8–6, 6–4                       |
| 1888                   | Ернес Льюїс                         | Гаррі С. Барлов                     | 6–0, 6–1, 6–2                       |
| 1889                   | Гаррі С. Барлов                     | Чарлз Ґладстоун Імз                 | 5–7, 7–5, 3–6, 6–1, 7–5             |
| 1890                   | Гаррі С. Барлов                     | Вілфред Бедделі                     | 3–6, 6–8, 6–1, 6–2, 6–2             |
| 1891                   | Гаррі С. Барлов                     | Джошуа Пім                          | 6–4, 2–6, 6–0, 7–5                  |
| 1892                   | Ернес Льюїс                         | Джошуа Пім                          | 6–4, 6–4, 3–6, 4–6, 6–1             |
| 1893                   | Джошуа Пім                          | Гарольд Магоні                      | 1–6, 6–1, 6–8, 6–3                  |
| 1894                   | Гарольд Магоні                      | Гаррі С. Барлов                     | 6–2, 6–3, 6–3                       |
| 1895                   | Гаррі С. Барлов                     | Менліфф Ґудбоді                     | 6–4, 7–5, 5–7, 5–7, 10–8            |
| 1896                   | Гарольд Магоні                      | Реджинальд Догерті                  | 11–9, 6–4, 6–4                      |
| 1897                   | Лоренс Догерті                      | Мейджор Річі                        | 6–2, 6–2, 6–2                       |
| 1898                   | Лоренс Догерті                      | Гарольд Магоні                      | 6–3, 6–4, 9–7                       |
| 1899                   | Гарольд Магоні                      | Артур Ґор                           | 8–10, 6–2, 7–5, 6–1                 |
| 1900                   | Артур Ґор                           | Arthur W. Lavy                      | 6–0, 6–2, 6–3                       |
| 1901                   | Чарлз П. Діксон                     | Джордж Ґревілл                      | 6–1, 6–0, 4–6, 6–4                  |
| 1902                   | Мейджор Річі                        | Charles Simond                      | 6–3, 6–4, 6–0                       |
| 1903                   | Джордж Ґревілл                      | Charles Simond                      | 6–1, 6–4, 7–9, 5–7, 6–4             |
| 1904                   | Мейджор Річі                        | Гарольд Магоні                      | 6–3, 6–1, 6–1                       |
| 1905                   | Голкомб Ворд                        | Білс Райт                           | walkover                            |
| 1906                   | Мейджор Річі                        | Джон Флавелл                        | 6–0, 6–1, 7–5                       |
| 1907                   | Ентоні Вілдінґ                      | Мейджор Річі                        | 6–2, 6–1, 6–0                       |
| 1908                   | Кеннет Пауелл                       | Мейджор Річі                        | 6–4, 3–3 retired                    |
| 1909                   | Мейджор Річі                        | Гаррі Паркер                        | 11–13, 6–4 6–1, 6–0                 |
| 1910                   | Ентоні Вілдінґ                      | Мейджор Річі                        | 6–4, 6–3, 2–0 retired               |
| 1911                   | Ентоні Вілдінґ                      | Алфред Біміш                        | 7–5, 6–2, 6–3                       |
| 1912                   | Ентоні Вілдінґ                      | Отт Фройцгайм                       | walkover                            |
| 1913                   | Артур Лоу                           | Воллас Ф. Джонсон                   | 7–5, 6–4, 4–6, 4–6, 6–4             |
| 1914                   | Артур Лоу                           | Персівал Дейвсон                    | 6–2, 7–5, 6–4                       |
| 1915–1918              | Не відбувався (Перша світова війна) | Не відбувався (Перша світова війна) | Не відбувався (Перша світова війна) |
| 1919                   | Пет О'Гара Вуд                      | Луїс Раймонд                        | 6–4, 6–0, 2–6, 7–5                  |
| 1920                   | Білл Джонстон                       | Білл Тілден                         | 4–6, 6–2, 6–4                       |
| 1921                   | Сімідзу Дзендзо                     | Мохаммед Слім                       | 6–2, 6–0                            |
| 1922                   | Генрі Мейз                          | Donald Greig                        | 6–8, 6–2, 6–2, 6–1                  |
| 1923                   | Вінсент Річардс                     | Sydney M. Jacob                     | 6–2, 6–2                            |
| 1924                   | Алджернон Кінґскоут                 | Артур Лоу                           | 3–6, 8–6, 6–3, 6–2                  |
| 1925                   | Артур Лоу                           | Генрі Мейз                          | 6–2, 9–7                            |
| 1926                   | Генрі Мейз                          | Артур Лоу                           | 6–3, 6–2                            |
| 1927                   | Генрі Мейз                          | D.M. Evans                          | 6–3, 6–3                            |
| 1928                   | Білл Тілден                         | Френсіс Гантер                      | 6–3, 6–2, 6–1                       |
| 1930                   | Вілмер Еллісон                      | Ґреґорі Менґін                      | 6–4, 8–6                            |
| 1931                   | Джон Олліфф                         | Едвард Ейворі                       | 3–6, 6–4, 6–2                       |
| 1932                   | Джек Кроуфорд                       | Hendrik Timmer                      | 1–6, 6–3, 6–3, 6–4                  |
| 1934                   | Сідні Вуд                           | Френк Шилдс                         | 6–4, 6–3                            |
| 1936                   | Дон Бадж                            | David Jones                         | 6–4, 6–3                            |
| 1937                   | Дон Бадж                            | Банні Остін                         | 6–1, 6–2                            |
| 1938                   | Банні Остін                         | Хо Сін-Кі                           | 6–2, 6–0                            |
| 1939                   | Готтфрід фон Крамм                  | Гаус Мохаммад                       | 6–1, 6–3                            |
| 1940–1945              | Не відбувався (Друга світова війна) | Не відбувався (Друга світова війна) | Не відбувався (Друга світова війна) |
| 1946                   | Панчо Сегура                        | Колін Лонг                          | 6–4, 7–5                            |
| 1947                   | Боб Фалкенбурґ                      | Колін Лонг                          | 6–4, 7–5                            |
| 1949                   | Тед Шредер                          | Гарднар Маллой                      | 8–6, 6–0                            |
| 1950                   | Джон Бромвіч                        | Арт Ларсен                          | 6–2, 6–4                            |
| 1951                   | Ерік Стерджесс                      | Френк Седжмен                       | 6–4 5–7 6–2                         |
| 1952                   | Френк Седжмен                       | Мервін Роуз                         | 10–8, 6–2                           |
| 1953                   | Лью Гоуд                            | Кен Роузволл                        | 8–6, 10–8                           |
| 1954                   | Лью Гоуд                            | Мервін Роуз                         | 8–6, 6–4                            |
| 1955                   | Кен Роузволл                        | Лью Гоуд                            | 6–2, 6–3                            |
| 1956                   | Ніл Фрейзер                         | Кен Роузволл                        | 7–5, 3–6, 9–7                       |
| 1957                   | Ешлі Купер                          | Ніл Фрейзер                         | 6–8, 6–2, 6–3                       |
| 1958                   | Мал Андерсон                        | Боб Марк                            | 1–6, 11–9, 6–3                      |
| 1959                   | Раманатхан Крішнан                  | Ніл Фрейзер                         | 6–3, 6–0                            |
| 1960                   | Андрес Хімено                       | Рой Емерсон                         | 8–6,6–3                             |
| 1961                   | Боб Г'юїтт                          | Роберт Маккінлі                     | 6–2 6–3                             |
| 1962                   | Род Лейвер                          | Рой Емерсон                         | 6–4 7–5                             |
| 1963                   | Рой Емерсон                         | Овен Девідсон                       | 6–1 6–2                             |
| 1964                   | Рой Емерсон                         | Лейус Тоомас                        | 12–10, 6–4                          |
| 1965                   | Рой Емерсон                         | Денніс Ролстрон                     | walkover                            |
| 1966                   | Рой Емерсон                         | Тоні Роч                            | walkover                            |
| 1967                   | Джон Ньюкомб                        | Роджер Тейлор                       | 7–5, 6–3                            |
| ↓ Відкрита ера ↓       |                                     |                                     |                                     |
| 1969                   | Фред Столл                          | Джон Ньюкомб                        | 6–3, 22–20                          |
| ↓ Grand Prix circuit ↓ |                                     |                                     |                                     |
| 1970                   | Род Лейвер                          | Джон Ньюкомб                        | 6–4, 6–3                            |
| 1971                   | Стен Сміт                           | Джон Ньюкомб                        | 8–6, 6–3                            |
| 1972                   | Джиммі Коннорс                      | Джон Пейш                           | 6–2, 6–3                            |
| 1973                   | Іліє Настасе                        | Роджер Тейлор                       | 10–8, 6–3                           |
| 1974–1976              | Не відбувався                       | Не відбувався                       | Не відбувався                       |
| 1977                   | Рауль Рамірес                       | Марк Кокс                           | 9–7, 7–5                            |
| 1978                   | Тоні Роч                            | Джон Макінрой                       | 8–6, 9–7                            |
| 1979                   | Джон Макінрой                       | Віктор Печчі                        | 6–7, 6–1, 6–1                       |
| 1980                   | Джон Макінрой                       | Кім Ворвік                          | 6–3, 6–1                            |
| 1981                   | Джон Макінрой                       | Браян Готтфрід                      | 7–6, 7–5                            |
| 1982                   | Джиммі Коннорс                      | Джон Макінрой                       | 7–5, 6–3                            |
| 1983                   | Джиммі Коннорс                      | Джон Макінрой                       | 6–3, 6–3                            |
| 1984                   | Джон Макінрой                       | Лейф Шірас                          | 6–1, 3–6, 6–2                       |
| 1985                   | Борис Бекер                         | Йохан Крік                          | 6–2, 6–3                            |
| 1986                   | Тім Майотт                          | Джиммі Коннорс                      | 6–4, 2–1 (retired)                  |
| 1987                   | Борис Бекер                         | Джиммі Коннорс                      | 6–7, 6–3, 6–4                       |
| 1988                   | Борис Бекер                         | Стефан Едберг                       | 6–1, 3–6, 6–3                       |
| 1989                   | Іван Лендл                          | Хрісто ван Ренсбург                 | 4–6, 6–3, 6–4                       |
| ↓ Тур ATP 250 ↓        |                                     |                                     |                                     |
| 1990                   | Іван Лендл                          | Борис Бекер                         | 6–3, 6–2                            |
| 1991                   | Стефан Едберг                       | Девід Вітон                         | 6–2, 6–3                            |
| 1992                   | Вейн Феррейра                       | Мацуока Сюдзо                       | 6–3, 6–4                            |
| 1993                   | Міхаель Штіх                        | Вейн Феррейра                       | 6–3, 6–4                            |
| 1994                   | Тодд Мартін                         | Піт Сампрас                         | 7–6(7–4), 7–6(7–4)                  |
| 1995                   | Піт Сампрас                         | Гі Форже                            | 7–6(7–3), 7–6(8–6)                  |
| 1996                   | Борис Бекер                         | Стефан Едберг                       | 6–4, 7–6(7–3)                       |
| 1997                   | Марк Філіппуссіс                    | Горан Іванишевич                    | 7–5, 6–3                            |
| 1998                   | Скотт Дрейпер                       | Лоренс Тілеман                      | 7–6(7–5), 6–4                       |
| 1999                   | Піт Сампрас                         | Тім Генман                          | 6–7(1–7), 6–4, 7–6(7–4)             |
| 2000                   | Ллейтон Г'юїтт                      | Піт Сампрас                         | 6–4, 6–4                            |
| 2001                   | Ллейтон Г'юїтт                      | Тім Генман                          | 7–6(7–3), 7–6(7–3)                  |
| 2002                   | Ллейтон Г'юїтт                      | Тім Генман                          | 4–6, 6–1, 6–4                       |
| 2003                   | Енді Роддік                         | Себастьян Грожан                    | 6–3, 6–3                            |
| 2004                   | Енді Роддік                         | Себастьян Грожан                    | 7–6(7–4), 6–4                       |
| 2005                   | Енді Роддік                         | Іво Карлович                        | 7–6(9–7), 7–6(7–4)                  |
| 2006                   | Ллейтон Г'юїтт                      | Джеймс Блейк                        | 6–4, 6–4                            |
| 2007                   | Енді Роддік                         | Ніколя Маю                          | 4–6, 7–6(9–7), 7–6(7–2)             |
| 2008                   | Рафаель Надаль                      | Новак Джокович                      | 7–6(8–6), 7–5                       |
| 2009                   | Енді Маррей                         | Джеймс Блейк                        | 7–5, 6–4                            |
| 2010                   | Сем Кверрі                          | Марді Фіш                           | 7–6(7–3), 7–5                       |
| 2011                   | Енді Маррей                         | Жо-Вілфрід Тсонга                   | 3–6, 7–6(7–2), 6–4                  |
| 2012                   | Марин Чилич                         | Давід Налбандян                     | 6–7(3–7), 4–3 default               |
| 2013                   | Енді Маррей                         | Марин Чилич                         | 5–7, 7–5, 6–3                       |
| 2014                   | Григор Димитров                     | Фелісіано Лопес                     | 6–7(8–10), 7–6(7–1), 7–6(8–6)       |
| ↓ Тур ATP 500 ↓        |                                     |                                     |                                     |
| 2015                   | Енді Маррей                         | Кевін Андерсон                      | 6–3, 6–4                            |
| 2016                   | Енді Маррей                         | Милош Раонич                        | 6–7(5–7), 6–4, 6–3                  |
| 2017                   | Фелісіано Лопес                     | Марин Чилич                         | 4–6, 7–6(7–2), 7–6(10–8)            |
| 2018                   | Марин Чилич                         | Новак Джокович                      | 5–7, 7–6(7–4), 6–3                  |
| 2019                   | Фелісіано Лопес                     | Жиль Сімон                          | 6–2, 6–7(4–7), 7–6(7–2)             |
| 2020                   | Не відбувався (Епідемія COVID-19)   | Не відбувався (Епідемія COVID-19)   | Не відбувався (Епідемія COVID-19)   |
| 2021                   | Маттео Берреттіні                   | Кемерон Норрі                       | 6–4, 6–7(5–7), 6–3                  |
| 2022                   | Маттео Берреттіні                   | Філіп Країнович                     | 7–5, 6–4                            |
| 2023                   | Карлос Алькарас                     | Алекс де Мінор                      | 6–4, 6–4                            |
| 2024                   | Томмі Пол                           | Лоренцо Музетті                     | 6–1, 7–6(10–8)                      |
| 2025                   | Карлос Алькарас                     | Їржі Легечка                        | 7–5, 6–7(5–7), 6–2                  |

### Жінки, одиночний розряд
| Рік       | Чемпіонка                           | Фіналістка                          | Рахунок                             |
| --------- | ----------------------------------- | ----------------------------------- | ----------------------------------- |
| 1881      | M. Raikes                           | Miss Burleigh                       | 5-0 5-2                             |
| 1882–1883 | Жіночий турнір не розігрувався      | Жіночий турнір не розігрувався      | Жіночий турнір не розігрувався      |
| 1884      | Мод Вотсон                          | Edith Coleridge Cole                | 6-4 6-2 2-6 6-1                     |
| 1885      | Мод Вотсон                          | Lilian Watson                       | 6-2 6-3                             |
| 1886      | Бланш Бінґлі                        | Edith Davies                        | 6-1 6-1                             |
| 1887      | Бланш Бінґлі                        | B. James                            | 6-4 6-3                             |
| 1888      | Бланш Бінґлі Hillyard               | Мей Джекс                           | 6-4 6-3                             |
| 1889      | Мей Джекс                           | Мод Шакл                            | 6-2 6-1                             |
| 1890      | Мей Джекс                           | Мод Шакл                            | 6–2, 6–1                            |
| 1891      | Мод Шакл                            | Мей Джекс                           | 6–2, 4–6, 6–3                       |
| 1892      | Мод Шакл                            | Едіт Остін                          | 6–2, 6–3                            |
| 1893      | Мод Шакл                            | Едіт Остін                          | 6–2, 6–1                            |
| 1894      | Едіт Остін                          | Шарлотта Купер                      | 8–6, 11–9                           |
| 1895      | Мод Шакл                            | Едіт Остін                          | 6–2, 7–5                            |
| 1896      | Шарлотта Купер                      | Agatha Templeman                    |                                     |
| 1897      | Шарлотта Купер                      | Едіт Остін                          | 2–6, 6–2, 6–2                       |
| 1898      | Шарлотта Купер                      | Едіт Остін                          | 6–4, 3–6, 8–6                       |
| 1899      | Едіт Остін                          | Шарлотта Купер                      | 12–10, 2–6, 9–                      |
| 1900      | Шарлотта Купер                      | Едіт Остін                          |                                     |
| 1901      | Едіт Остін                          | Етель Томсон-Ларкомб                | 6–1, 6–1                            |
| 1902      | Шарлотта Купер                      | Рут Дюрлахер                        |                                     |
| 1903      | Аґнес Мортон                        | Едіт Остін                          |                                     |
| 1904      | Аґнес Мортон                        | Ellen Stawell-Brown                 |                                     |
| 1905      | Етель Томсон-Ларкомб                | Едіт Остін                          |                                     |
| 1906      | Етель Томсон-Ларкомб                | Мілдред Коулз                       |                                     |
| 1907      | Вайолет Пінкні                      | Доротея Даґласс Ламберт Чамберс     | 2–6, 6–3, 6–4                       |
| 1908      | Вайолет Пінкні                      | Доротея Даґласс Ламберт Чамберс     | 6–3, 6–2                            |
| 1909      | Aurea Edgington                     | Madeline Fisher O'Neill             |                                     |
| 1910      | Ґвендолін Істлейк-Сміт              | Едіт Джонсон                        |                                     |
| 1911      | Мілдред Коулз                       | Аґнес Мортон                        |                                     |
| 1912      | Етель Томсон-Ларкомб                | Дороті Голмен                       | 6–1, 6–0                            |
| 1913      | Етель Томсон-Ларкомб                | Aurea Edgington                     |                                     |
| 1914      | Етель Томсон-Ларкомб                | Beryl Tulloch                       |                                     |
| 1915–1918 | Не відбувався (Перша світова війна) | Не відбувався (Перша світова війна) | Не відбувався (Перша світова війна) |
| 1919      | Етель Томсон-Ларкомб                | Дороті Голмен                       | 6–4, 8–6                            |
| 1920      | Дороті Голмен                       | Етель Томсон-Ларкомб                | w.o.                                |
| 1921      | Mabel Clayton                       | Дороті Голмен                       |                                     |
| 1922      | Mabel Clayton                       | W. Keays                            |                                     |
| 1923      | Елізабет Раян                       | Джералдін Біміш                     | 6–2, 1–6, 6–2                       |
| 1924      | Елізабет Раян                       | Doris Covell Craddock               |                                     |
| 1925      | Елізабет Раян                       | Ермінтруд Гарві                     | 6–0, 6–1                            |
| 1926      | Dorothy Kemmis-Betty                | Ейлін Беннетт-Віттінґстолл          | 7–5, 6–2                            |
| 1927      | Dorothy Kemmis-Betty                | Enid Head Broadbridge               | 6–0, 6–1                            |
| 1928      | Джоан Рідлі                         | Елен Контоставлос                   | 4–6, 6–1, 6–0                       |
| 1929      | Елізабет Раян                       | Елсі Ґолдсак Піттмен                | 6–2, 2–6, 6–2                       |
| 1930      | Madge List                          | Марґарет Маккейн Стокс              | 6–1, 6–3                            |
| 1931      | Елсі Ґолдсак Піттмен                | Кетлін Маккейн-Годфрі               | 9–7, 6–4                            |
| 1932      | Дороті Ендрюс                       | Ядвіга Єнджейовська                 | 1–6, 7–5, 6–4                       |
| 1933      | Елсі Ґолдсак Піттмен & Гелен Віллс  | Елсі Ґолдсак Піттмен & Гелен Віллс  | титул shared                        |
| 1934      | Jacqueline Goldschmidt              | Дороті Ендрюс                       | 5–7, 6–2, 6–0                       |
| 1935      | Аніта Лісана & Сільві Юнґ Анротен   | Аніта Лісана & Сільві Юнґ Анротен   | титул shared                        |
| 1936      | Ядвіга Єнджейовська                 | Сьюзен Ноел                         | 6–2, 6–4                            |
| 1937      | Ядвіга Єнджейовська                 | Кей Стаммерс                        | 6–3, 6–0                            |
| 1938      | Ядвіга Єнджейовська                 | Гільде Кравінкель-Сперлінг          | 6–3, 6–0                            |
| 1939      | Ядвіга Єнджейовська                 | Гільде Кравінкель-Сперлінг          | 6–1, 6–4                            |
| 1940–1945 | Не відбувався (Друга світова війна) | Не відбувався (Друга світова війна) | Не відбувався (Друга світова війна) |
| 1946      | Доріс Гарт                          | Маргарет Осборн Дюпон               | 6–8, 6–3, 6–3                       |
| 1947      | Доріс Гарт                          | Маргарет Осборн Дюпон               | 6–4, 6–0                            |
| 1948      | Доріс Гарт & Маргарет Осборн Дюпон  | Доріс Гарт & Маргарет Осборн Дюпон  | титул shared                        |
| 1949      | Луїз Браф                           | Маргарет Осборн Дюпон               | 3–6, 6–1, 6–3                       |
| 1950      | Доріс Гарт                          | Маргарет Осборн Дюпон               | 4–6, 6–4, 6–4                       |
| 1951      | Ширлі Фрай                          | Ненсі Чаффі                         | 6–3, 8–6                            |
| 1952      | Газель Редік-Сміт                   | Elizabeth Wilford                   | 7–5, 6–1                            |
| 1953      | Джин Кертієр                        | Гезер Бревер-Сеґал                  | 6–1, 4–6, 6–2                       |
| 1954      | Луїз Браф                           | Ширлі Фрай                          | 6–1, 6–4                            |
| 1955      | Луїз Браф                           | Jean Forbes                         | 6–3, 6–1                            |
| 1956      | Анджела Бакстон                     | Патріша Ворд Гейлс                  | 6–4, 6–0                            |
| 1957      | Мімі Арнолд                         | Жужа Кермеці                        | 6–1, 5–7, 6–3                       |
| 1958      | Берніс Карр Вуковіч                 | Margaret Varner                     | 6–4, 5–7, 8–6                       |
| 1959      | Йола Рамірес                        | Крістіан Мерселіс                   | 2–6, 6–1, 6–3                       |
| 1960      | Крістін Труман                      | Карен Сусман                        | 6–4, 6–3                            |
| 1961      | Маргарет Корт                       | Ненсі Річі                          | 6–0, 4–6, 6–2                       |
| 1962      | Ріта Бентлі                         | Лорна Корнелл                       | 7–5, 7–5                            |
| 1963      | Робін Ебберн                        | Ріта Бентлі                         | 6–3, 6–3                            |
| 1964      | Маргарет Корт                       | Енн Джонс                           | 6–3, 6–2                            |
| 1965      | Аннетт ван Зіль                     | Крістін Труман                      | 6–3, 4–6, 6–4                       |
| 1966      | Франсуаз Дюрр                       | Джуді Тегарт-Далтон                 | 4–6, 6–3, 7–5                       |
| 1967      | Ненсі Річі                          | Керрі Мелвілл                       | 2–6, 6–2, 6–4                       |
| 1968      | Енн Джонс & Ненсі Річі              | Енн Джонс & Ненсі Річі              | титул shared                        |
| 1969      | Енн Джонс                           | Вінні Шоу                           | 6–0, 6–1                            |
| 1970      | Маргарет Корт                       | Вінні Шоу                           | 2–6, 8–6, 6–2                       |
| 1971      | Маргарет Корт                       | Біллі Джин Кінг                     | 6–3, 3–6, 6–3                       |
| 1972      | Кріс Еверт                          | Карен Крантцке                      | 6–4, 6–0                            |
| 1973      | Ольга Морозова                      | Івонн Гулагонг-Коулі                | 6–2, 6–3                            |
| 1974–2024 | Не проводився                       | Не проводився                       | Не проводився                       |
| 2025      | Татьяна Марія                       | Аманда Анісімова                    | 6–3, 6–4                            |

### Чоловіки, парний розряд
Дані з 1969 року:
| Рік                    | Чемпіони                                                       | Фіналісти                                                      | Рахунок                           |
| ---------------------- | -------------------------------------------------------------- | -------------------------------------------------------------- | --------------------------------- |
| 1969                   | Овен Девідсон Денніс Ролстрон                                  | Уве Бенґтсон Томас Кош                                         | 8–6, 6–3                          |
| ↓ Grand Prix circuit ↓ |                                                                |                                                                |                                   |
| 1970                   | Том Оккер Марті Ріссен                                         | Артур Еш Чарлі Пасарелл                                        | 6–4, 6–4                          |
| 1971                   | Том Оккер Марті Ріссен                                         | Стен Сміт Ерік ван Діллен                                      | 8–6, 4–6, 10–8                    |
| 1972                   | Джим Макманус Джим Осборн                                      | Юрген Фассбендер Карл Майлер                                   | 4–6, 6–3, 7–5                     |
| 1973                   | Том Оккер Марті Ріссен                                         | Рей Келді Реймонд Мур                                          | 6–4, 7–5                          |
| 1974–1976              | Не відбувався                                                  | Не відбувався                                                  | Не відбувався                     |
| 1977                   | Ананд Амрітрадж Віджай Амрітрадж                               | Джон Ллойд Девід Ллойд                                         | 6–1, 6–2                          |
| 1978                   | Боб Г'юїтт Фрю Макміллан                                       | Фред Макнеер Рауль Рамірес                                     | 6–2, 7–5                          |
| 1979                   | Тім Галліксон Том Галліксон                                    | Марті Ріссен Шервуд Стюарт                                     | 6–4, 6–4                          |
| 1980                   | Род Фролі Джефф Мастерз                                        | Пол Макнамі Шервуд Стюарт                                      | 6–2, 4–6, 11–9                    |
| 1981                   | Пет Дюпре Браян Тічер                                          | Кевін Каррен Стів Дентон                                       | 3–6, 7–6, 11–9                    |
| 1982                   | Джон Макінрой Пітер Реннерт                                    | Віктор Амая Генк Пфістер                                       | 7–6, 7–5                          |
| 1983                   | Браян Готтфрід Пол Макнамі                                     | Кевін Каррен Стів Дентон                                       | 6–4, 6–3                          |
| 1984                   | Пет Кеш Пол Макнамі                                            | Бернард Міттон Балч Волтс                                      | 6–4, 6–3                          |
| 1985                   | Кен Флек Роберт Сегусо                                         | Пет Кеш Джон Фіцджеральд                                       | 3–6, 6–3, 16–14                   |
| 1986                   | Кевін Каррен Гі Форже                                          | Даррен Кейгілл Марк Кратцманн                                  | 6–2, 7–6                          |
| 1987                   | Гі Форже Яннік Ноа                                             | Рік Ліч Тім Павсат                                             | 6–4, 6–4                          |
| 1988                   | Кен Флек Роберт Сегусо                                         | Пітер Олдріч Дані Віссер                                       | 6–2, 7–6                          |
| 1989                   | Даррен Кейгілл Марк Кратцманн                                  | Тім Павсат Лорі Вордер                                         | 7–6, 6–3                          |
| ↓ Тур ATP 250 ↓        |                                                                |                                                                |                                   |
| 1990                   | Джеремі Бейтс Кевін Каррен                                     | Анрі Леконт Іван Лендл                                         | 6–2, 7–6                          |
| 1991                   | Марк Вудфорд Тодд Вудбрідж                                     | Грант Коннелл Гленн Мічібата                                   | 6–4, 7–6                          |
| 1992                   | Джон Фіцджеральд Андерс Яррід                                  | Горан Іванишевич Дієго Наргісо                                 | 6–4, 7–6                          |
| 1993                   | Марк Вудфорд Тодд Вудбрідж                                     | Ніл Брод Гері Мюллер                                           | 6–7, 6–3, 6–4                     |
| 1994                   | Ян Апелль Йонас Бйоркман                                       | Марк Вудфорд Тодд Вудбрідж                                     | 3–6, 7–6, 6–4                     |
| 1995                   | Тодд Мартін Піт Сампрас                                        | Ян Апелль Йонас Бйоркман                                       | 7–6, 6–4                          |
| 1996                   | Марк Вудфорд Тодд Вудбрідж                                     | Себастьян Ларо Алекс О'Браєн                                   | 6–3, 7–6                          |
| 1997                   | Марк Філіппуссіс Патрік Рафтер                                 | Сендон Столл Цирил Сук                                         | 6–2, 4–6, 7–5                     |
| 1998                   | Марк Вудфорд & Тодд Вудбрідж vs Йонас Бйоркман & Патрік Рафтер | Марк Вудфорд & Тодд Вудбрідж vs Йонас Бйоркман & Патрік Рафтер | титул поділено                    |
| 1999                   | Себастьян Ларо Алекс О'Браєн                                   | Марк Вудфорд Тодд Вудбрідж                                     | 6–3, 7–6(7–3)                     |
| 2000                   | Марк Вудфорд Тодд Вудбрідж                                     | Джонатан Старк Ерік Тайно                                      | 6–7(5–7), 6–3, 7–6(7–1)           |
| 2001                   | Боб Браян Майк Браян                                           | Ерік Тайно Девід Вітон                                         | 6–3, 3–6, 6–1                     |
| 2002                   | Вейн Блек Кевін Ульєтт                                         | Магеш Бгупаті Максим Мирний                                    | 7–5, 6–3                          |
| 2003                   | Марк Ноулз (тенісист) Деніел Нестор                            | Магеш Бгупаті Максим Мирний                                    | 5–7, 6–4, 7–6(7–3)                |
| 2004                   | Боб Браян Майк Браян                                           | Марк Ноулз (тенісист) Деніел Нестор                            | 6–4, 6–4                          |
| 2005                   | Боб Браян Майк Браян                                           | Йонас Бйоркман Максим Мирний                                   | 7–6(11–9), 7–6(7–4)               |
| 2006                   | Пол Генлі Кевін Ульєтт                                         | Йонас Бйоркман Максим Мирний                                   | 6–4, 3–6, [10–8]                  |
| 2007                   | Марк Ноулз (тенісист) Деніел Нестор                            | Боб Браян Майк Браян                                           | 7–6(7–4), 7–5                     |
| 2008                   | Деніел Нестор Ненад Зімоньїч                                   | Марсело Мело Андре Са                                          | 6–4, 7–6(7–3)                     |
| 2009                   | Веслі Муді Михайло Южний                                       | Марсело Мело Андре Са                                          | 6–4, 4–6, [10–6]                  |
| 2010                   | Новак Джокович Джонатан Ерліх                                  | Кароль Бек Давід Шкох                                          | 6–7(6–8), 6–2, [10–3]             |
| 2011                   | Боб Браян Майк Браян                                           | Магеш Бгупаті Леандер Паес                                     | 6–7(2–7), 7–6(7–4), [10–6]        |
| 2012                   | Максим Мирний Деніел Нестор                                    | Боб Браян Майк Браян                                           | 6–3, 6–4                          |
| 2013                   | Боб Браян Майк Браян                                           | Александер Пея Бруно Соарес                                    | 4–6, 7–5, [10–3]                  |
| 2014                   | Александер Пея Бруно Соарес                                    | Джеймі Маррей Джон Пірс (тенісист)                             | 4–6, 7–6(7–4), [10–4]             |
| ↓ Тур ATP 500 ↓        |                                                                |                                                                |                                   |
| 2015                   | П'єр-Юг Ербер Ніколя Маю                                       | Марцин Матковський Ненад Зімоньїч                              | 6–2, 6–2                          |
| 2016                   | П'єр-Юг Ербер Ніколя Маю                                       | Кріс Гуччоне Андре Са                                          | 6–3, 7–6(7–5)                     |
| 2017                   | Джеймі Маррей Бруно Соарес                                     | Жульєн Беннето Едуар Роже-Васслен                              | 6–2, 6–3                          |
| 2018                   | Генрі Контінен Джон Пірс (тенісист)                            | Джеймі Маррей Бруно Соарес                                     | 6–4, 6–3                          |
| 2019                   | Фелісіано Лопес Енді Маррей                                    | Ражів Рам Джо Солсбері                                         | 7–6(8–6), 5–7, [10–5]             |
| 2020                   | Не відбувався (Пандемія COVID-19)                              | Не відбувався (Пандемія COVID-19)                              | Не відбувався (Пандемія COVID-19) |
| 2021                   | П'єр-Юг Ербер Ніколя Маю                                       | Рейллі Опелка Джон Пірс (тенісист)                             | 6–4, 7–5                          |
| 2022                   | Нікола Мектич Мате Павич                                       | Ллойд Ґласспул Гаррі Геліоваара                                | 3–6, 7–6(7–3), [10–6]             |
| 2023                   | Іван Додіг Остін Крайчек                                       | Тейлор Фріц Їржі Легечка                                       | 6–4, 6–7(5–7), [10–3]             |
| 2024                   | Ніл Скупскі Майкл Вінус                                        | Тейлор Фріц Карен Хачанов                                      | 4–6, 7–6(7–5), [10–8]             |
| 2025                   | Джуліан Кеш Ллойд Ґласспул                                     | Нікола Мектич Майкл Вінус                                      | 6–3, 6–7(5–7), [10–6]             |

### Жінки, парний розряд
| Рік       | Чемпіонки                      | Фіналістки                      | Рахунок               |
| --------- | ------------------------------ | ------------------------------- | --------------------- |
| 1971      | Розмарі Касалс Біллі Джин Кінг | Мері-Енн Ейсел Валері Зігенфусс | 6–2, 8–6              |
| 1972      | Розмарі Касалс Біллі Джин Кінг | Бренда Кірк Пат Вокден          | 5–7, 6–0, 6–2         |
| 1973      | Розмарі Касалс Біллі Джин Кінг | Франсуаз Дюрр Бетті Стеве       | 4–6, 6–3, 7–5         |
| 1974–2024 | Не проводився                  | Не проводився                   | Не проводився         |
| 2025      | Ейджа Мухаммад Демі Схюрс      | Анна Даніліна Діана Шнайдер     | 7–5, 6–7(3–7), [10–4] |